# Arrondissement Thionville-Est
Arrondissement Thionville-Est (fr. Arrondissement de Thionville-Est) je správní územní jednotka ležící v departementu Moselle a regionu Lotrinsko ve Francii. Člení se dále na šest kantonů a 75 obcí.

## Kantony
- Cattenom
- Metzervisse
- Sierck-les-Bains
- Thionville-Est
- Thionville-Ouest
- Yutz